# Clans (Alpes-Maritimes)
Clans (italienisch Clanzo) ist eine französische Gemeinde im Département Alpes-Maritimes in der Region Provence-Alpes-Côte d’Azur. Sie gehört zum Arrondissement Nizza, zum Kanton Tourrette-Levens und zur Métropole Nice Côte d’Azur. Die Bewohner nennen sich Clansois. 

## Geographie
Clans liegt in den französischen Seealpen am Fluss Tinée.
Die angrenzenden Gemeinden sind Venanson im Nordosten, Utelle im Osten, La Tour im Südosten, Tournefort im Südwesten, Bairols im Westen sowie Ilonse (Berührungspunkt) und Marie im Nordwesten.

## Bevölkerungsentwicklung
| Jahr      | 1962 | 1968 | 1975 | 1982 | 1990 | 1999 | 2008 | 2012 |
| --------- | ---- | ---- | ---- | ---- | ---- | ---- | ---- | ---- |
| Einwohner | 446  | 372  | 400  | 367  | 496  | 532  | 557  | 575  |

## Sehenswürdigkeiten
Siehe: Liste der Monuments historiques in Clans (Alpes-Maritimes)

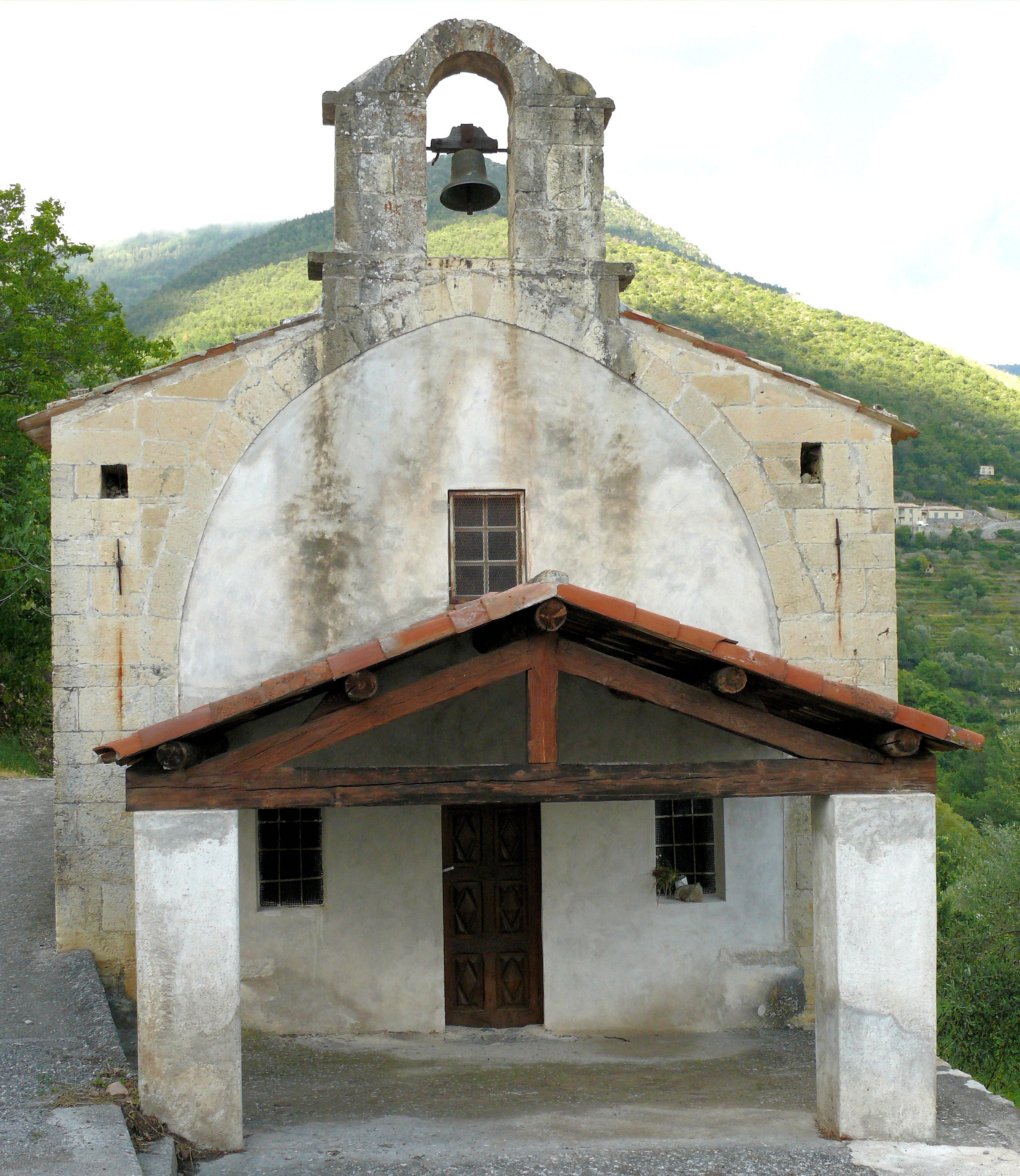
Kapelle Saint-Antoine
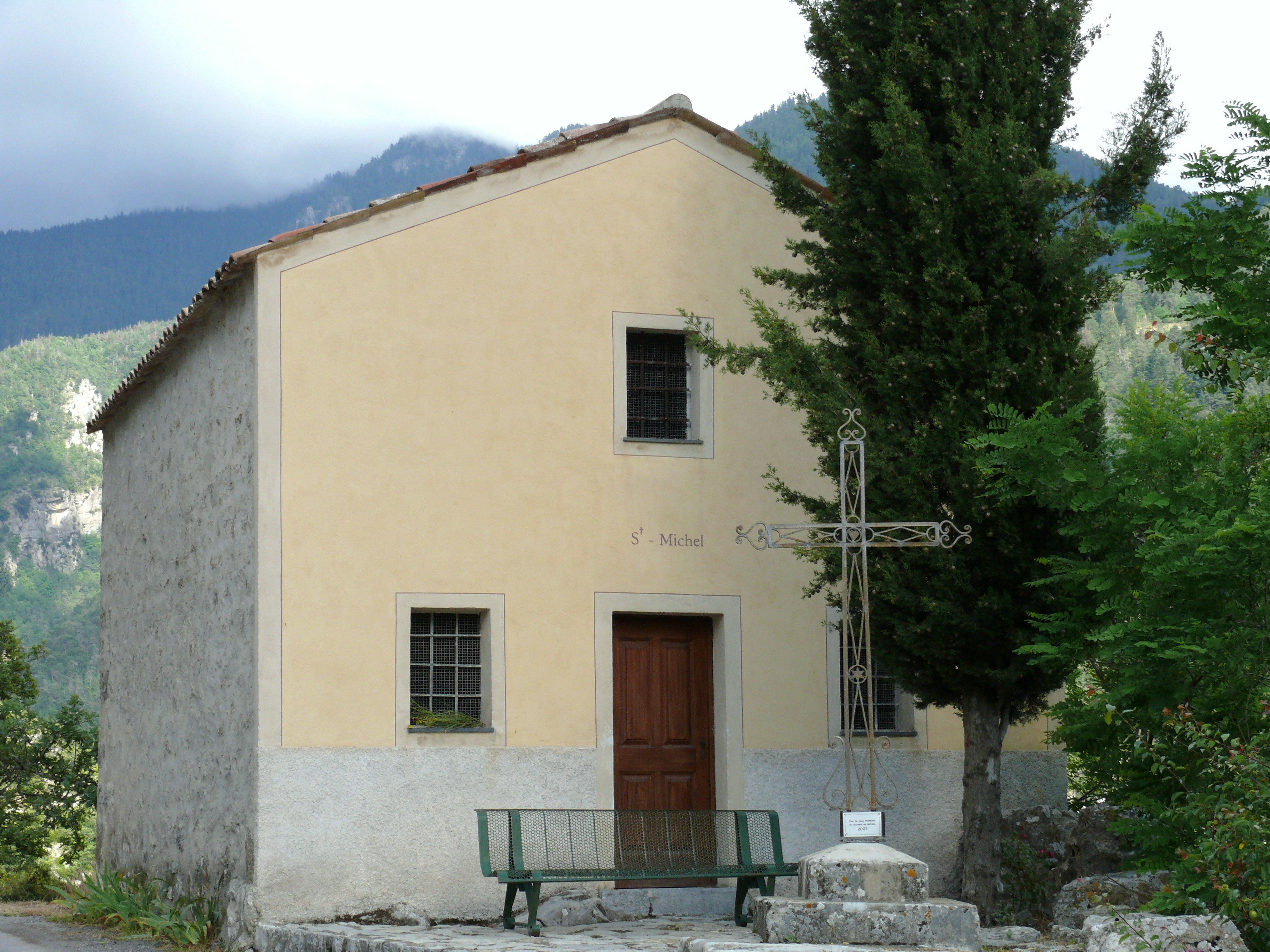
Kapelle Saint-Michel
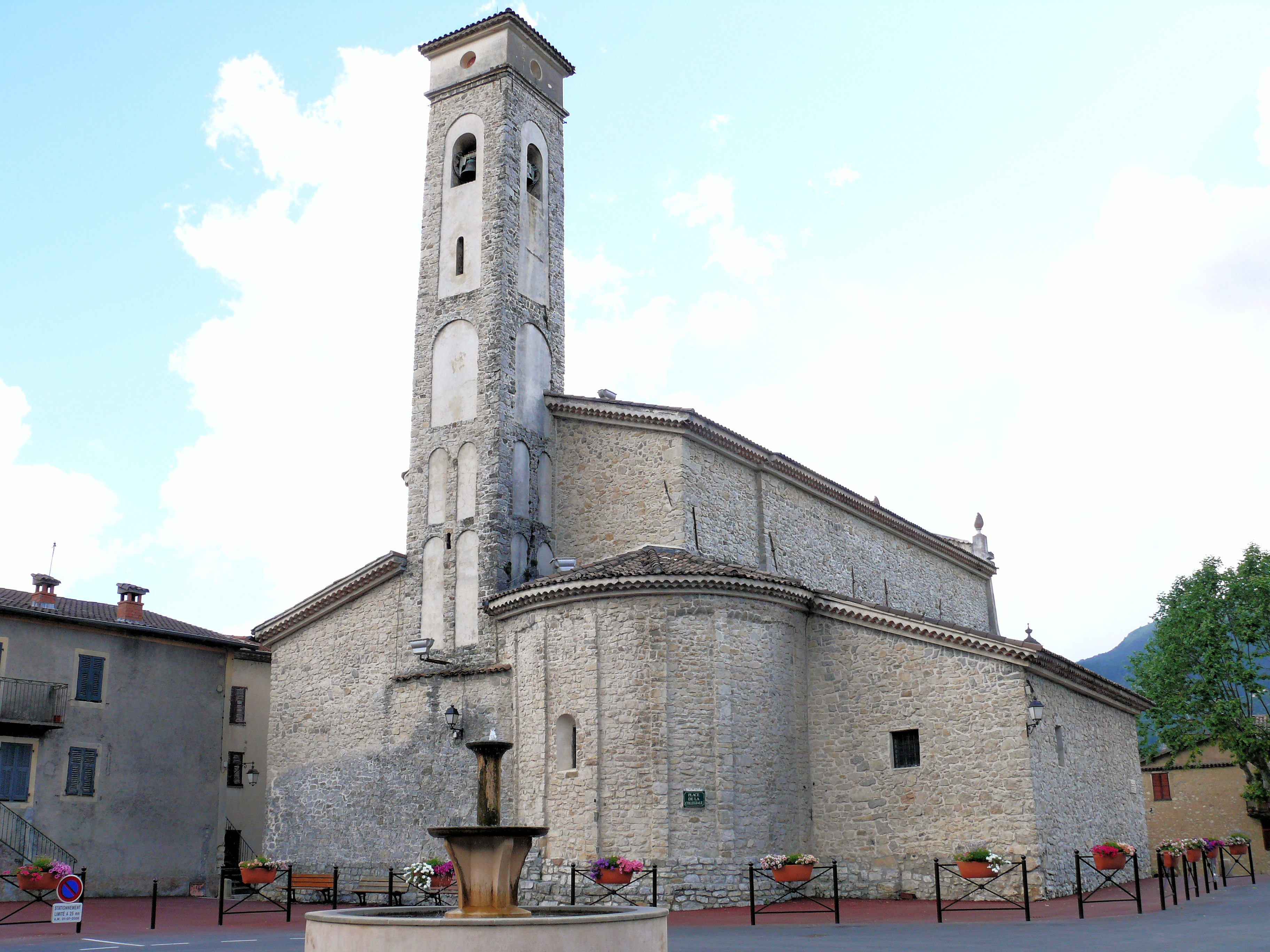
Stiftskirche Sainte-Marie
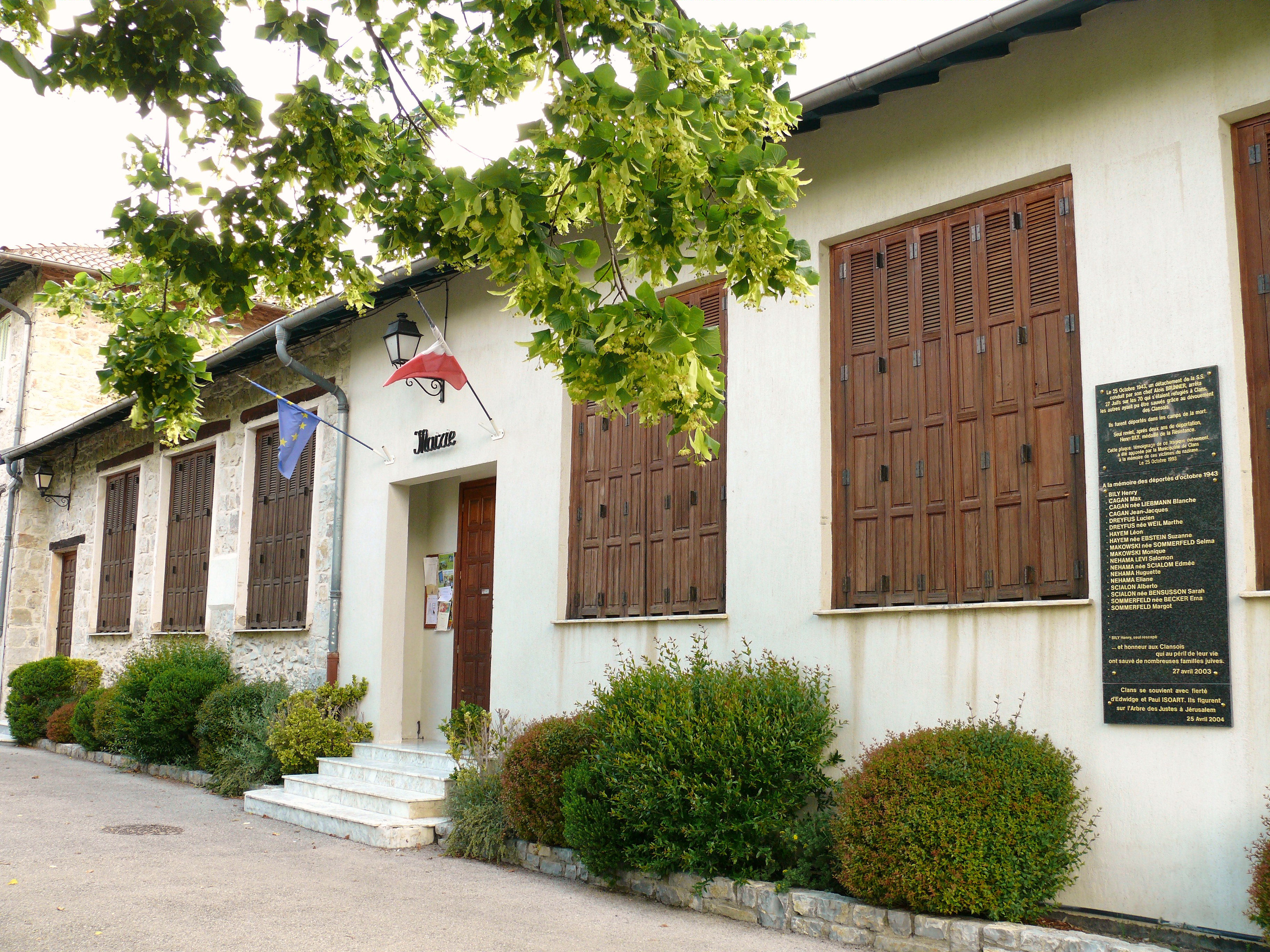
Mairie Clans